# Acariose

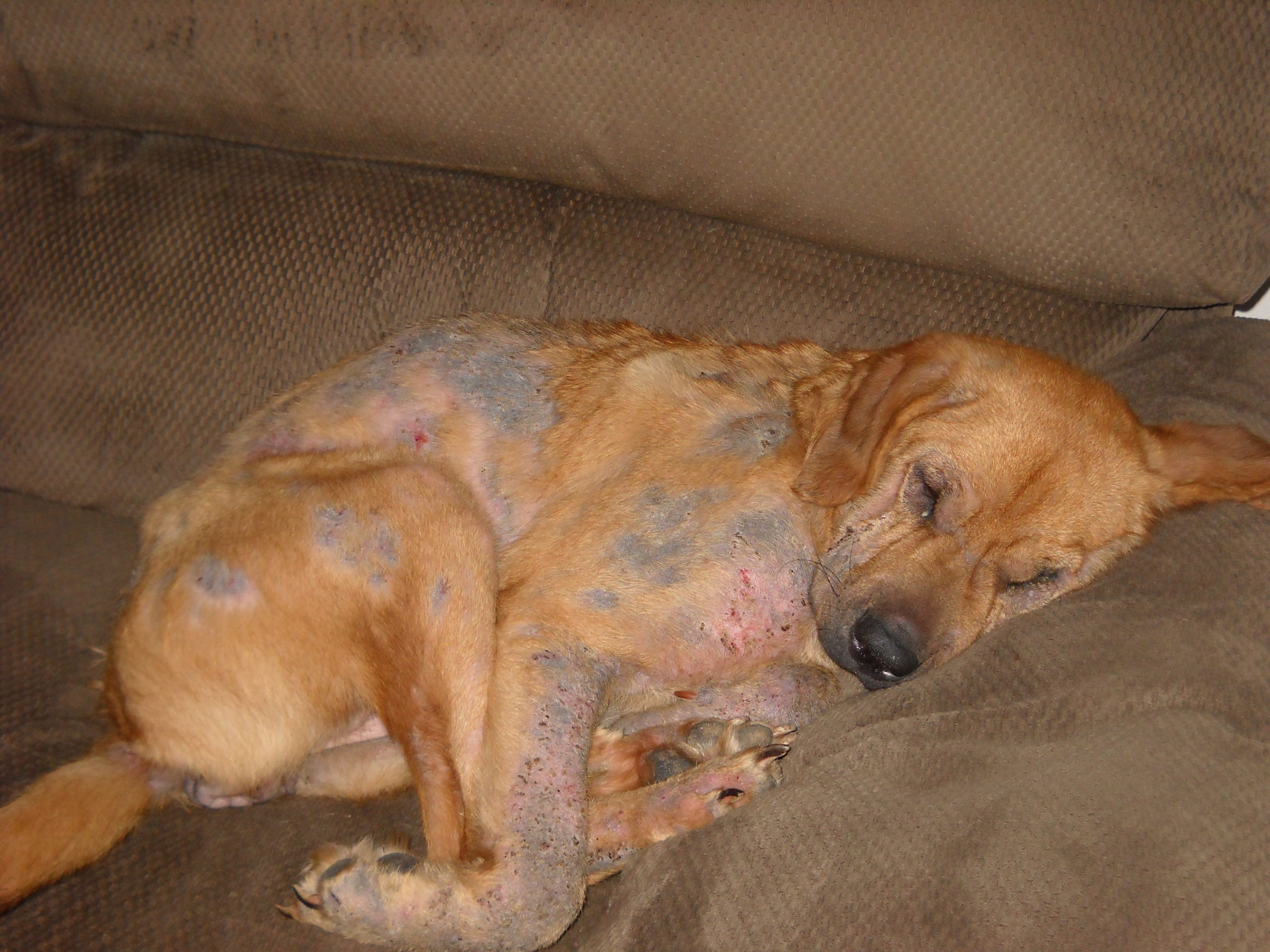
Gevolgen van acariose

Acariose is het besmet zijn met mijten, waarbij gemakkelijk huidirritaties (zoals schurft) optreden en besmettelijke ziekten kunnen worden overgebracht.
Onder imkers spreekt men van een besmettelijke ziekte van het ademhalingsstelsel bij bijen. Het is een synoniem voor mijtziekte of de ziekte van Wight.
Acariose bij bijen wordt veroorzaakt door een mijt die in het eerste paar tracheeën binnendringt, zich snel ontwikkelt en door het daar aangebrachte letsel de bijen verzwakt en ten slotte doodt. De ziekte wordt met goed resultaat bestreden door verdamping van een acaricide in de kolonie. Volgens de wet moeten echter sterk aangetaste kolonies afgezwaveld worden en de korven of kasten verbrand.